# PZL Bielsko SZD-10
Die PZL Bielsko SZD-10 Czapla (deutsch Reiher) ist ein polnisches Segelflugzeug. Das Kürzel SZD steht für das Segelflugzeug-Entwicklungswerk in Bielsko-Biała.

## Entwicklung
Die SZD-10 wurde von Roman Zatwarnicki, Irena Kaniewska und Marian Gracz als zweisitziges Schulflugzeug entworfen. Der erste Prototyp mit dem Kennzeichen SP–1349 wurde am 23. November 1953 von Adam Zientka und Adam Dziurzyński eingeflogen. Das Flugverhalten war nicht zufriedenstellend und mit einigen Änderungen entstand noch ein zweiter Prototyp SZD-10-2 (SP–1595), mit dem Zientka am 26. März 1954 den Erstflug durchführte. Nach weiteren Umbauten, die das Cockpit, das Leitwerk und die Querruder betrafen, ging das Flugzeug 1955 als SZD-10 bis im Werk von Krosno in die Produktion, die im Jahr darauf nach 19 Exemplaren beendet wurde. Inzwischen waren von den polnischen Aeroklubs weitere Aufträge eingegangen, weshalb 1958 eine weitere Serie in Wrocław aufgelegt wurde, die einige kleinere Verbesserungen erhalten hatte und als SZD-10 bis A bezeichnet wurde. Das erste Exemplar dieser Reihe flog Zientka erstmals am 30. Juli 1958. Eine weitere Produktionsstrecke wurde in Łódź eingerichtet. Insgesamt wurden in den beiden Werken von dieser Version 115 Stück gebaut, die zum größten Teil in den polnischen Klubs für die Anfängerschulung und erste Alleinflüge genutzt wurden. 14 Stück wurden nach Finnland und in die Türkei geliefert. Die Produktion wurde 1960 eingestellt.

## Aufbau
Die SZD-10 ist ein abgestrebter Schulterdecker in Ganzholzbauweise mit sperrholzbeplanktem Rumpf in Gerüstbauweise und sechseckigem Querschnitt. Die Kabinenhaube besteht aus Plexiglas und wird für den Ein- und Ausstieg seitwärts geklappt, gleichzeitig ist für diesen Fall auf der linken Seite eine Klapptür aus Blech vorhanden. Nur der vordere Sitz verfügt ein Instrumentenbrett, feststehenden Führersitz und Seitenruderpedale.
Die Tragflächen sind negativ gepfeilt und geometrisch geschränkt. Sie bestehen aus einer zweiteiligen und einholmigen Holzkonstruktion, die von der Vorderkante bis zum Holm mit Sperrholz beplankt und dahinter mit Stoff bespannt ist. Zum Rumpf hin sind sie je Seite durch eine Leichtmetallstrebe mit Tropfenprofil abgestützt. Weiterhin sind sie an Ober- und Unterseiten mit hölzernen Sturzflugbremsen ausgestattet, die mit der Radbremse gekoppelt sind. Die aerodynamisch ausgeglichenen Querruder verfügen über Flettner-Klappen.
Die SZD-10 besitzt ein ebenfalls aus Holz bestehendes Leitwerk, wobei die zum Rumpf hin abgestrebte Höhenflosse eine leichte V-Stellung aufweist, und wie die Seitenflosse mit Sperrholz beplankt ist. Höhen- und Seitenruder sind stoffbespannt.
Das Fahrwerk besteht aus dem starren Hauptrad (350 mm × 130 mm), mit mechanischer Bremse versehen und in zwei Federbeinen mit Luft-Öl-Hülsenstoßdämpfern gelagert, einer Holzkufe unter dem vorderen Rumpf und einem Hecksporn. Kufe und Sporn werden durch Gummiklötze abgefedert.

## Technische Daten

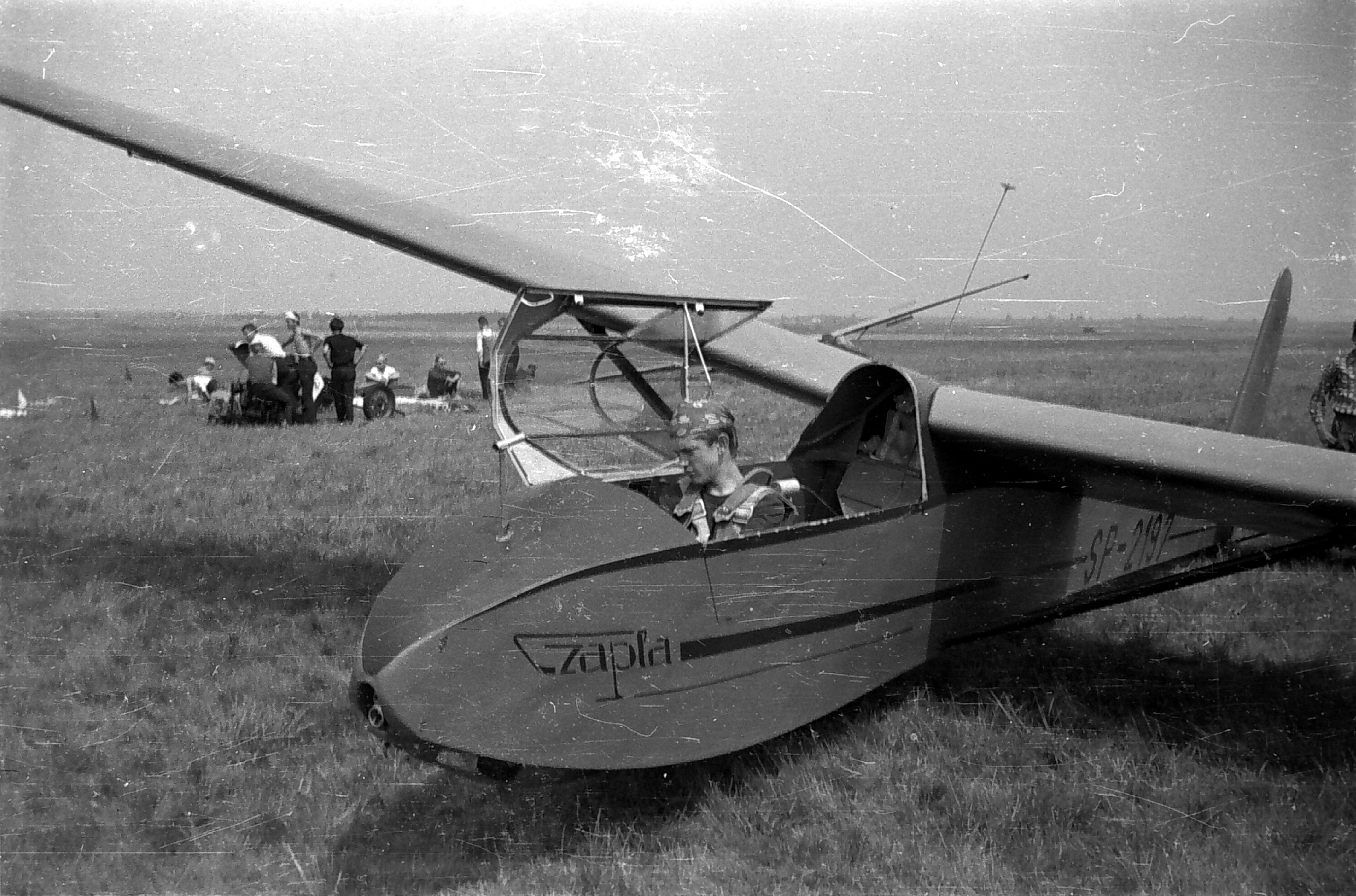
SZD-10 (SP–2197), 1961

| Kenngröße              | Daten (SZD-10 bis)                                            |
| ---------------------- | ------------------------------------------------------------- |
| Besatzung              | 1–2                                                           |
| Spannweite             | 16 m                                                          |
| Länge                  | 8,37 m                                                        |
| Höhe                   | 1,98 m                                                        |
| Flügelfläche           | 24 m²                                                         |
| Flügelpfeilung         | 6°                                                            |
| Flügelstreckung        | 10,6                                                          |
| Flächenbelastung       | 17,5–18,3 kg/m²                                               |
| Leermasse              | 280 kg                                                        |
| Zuladung               | 160 kg                                                        |
| Startmasse             | maximal 440 kg                                                |
| Höchstgeschwindigkeit  | 160 km/h im Sturzflug mit Bremsen                             |
| Schleppgeschwindigkeit | bis 100 km/h im Windenschlepp bis 110 km/h im Flugzeugschlepp |
| Mindestgeschwindigkeit | 40–48 km/h                                                    |
| Gleitzahl              | 17,1 bei 64 km/h                                              |
| Geringstes Sinken      | 0,96 m/s bei 52 km/h                                          |
| Profil                 | G-549                                                         |
| Bruchlastvielfaches    | 7,9                                                           |